# Sally (musical)
Sally è un musical composto da Jerome Kern su liriche di Clifford Grey e libretto di Guy Bolton (ispirato allo spettacolo del XIX secolo, Sally in our Alley), con liriche addizionali di Buddy De Sylva, Anne Caldwell e P. G. Wodehouse. Venne prodotto da Florenz Ziegfeld, con prima il 21 dicembre 1920 al New Amsterdam Theatre di Broadway. Tenne cartellone per 570 rappresentazioni, una delle durate maggiori in quel tempo a Broadway. Le rappresentazioni terminarono nel 1924, facendo registrare un incasso compreso fra i cinque maggiori di sempre, negli anni venti.
Il musical venne confezionato per il debutto nel teatro musicale di Marilyn Miller, una ragazza di 22 anni delle Ziegfeld Follies.  Miller continuò ad essere una stella di Broadway fino alla sua improvvisa scomparsa nel 1936.  Kern, Bolton e Wodehouse collaborarono ad un notevole numero di musical al Princess Theatre. La storia combinò l'innocenza di questi primi Princess musical con la ricchezza della formula delle Follies.  Il lavoro riciclava del materiale dai precedenti lavori di Kern come Look for the Silver Lining e Whip-poor-will (con liriche di De Sylva, da Zip Goes a Million); The Lorelei (liriche di Anne Caldwell); e You Can't Keep a Good Girl Down e The Church 'Round the Comer (liriche di Wodehouse). Su richiesta di Ziegfeld, venne ingaggiato Victor Herbert per scrivere la musica di The Butterfly Ballet in tre atti.
Look for the Silver Lining continua ad essere una delle canzoni più conosciute di Kern. 
Nel 1956 è contenuta nell'album Chet Baker Sings, nel 1959 da Andy Williams nell'album The Village of St. Bernadette, nel 1960 nell'album Margaret Whiting Sings the Jerome Kern Songbook e nel 1962 nell'album The Tender, the Moving, the Swinging Aretha Franklin.
Della canzone venne poi fatta la parodia Look for a Sky of Blue, da Rick Besoyan nel musical satirico del 1959  Little Mary Sunshine.
La trama è imperniata su uno scambio di identità: Sally, una derelitta, lavora come lavapiatti all'Alley Inn. Ella si atteggia a ballerina straniera, trovando la fama e l'amore fino ad arrivare alle Follie di Ziegfeld. Nella trama vi sono miserie e ricchezze, balletti ed un matrimonio come finale.
Dal 1921 ha la prima al Winter Garden Theatre di Londra con Leslie Henson ed arriva a 387 recite.

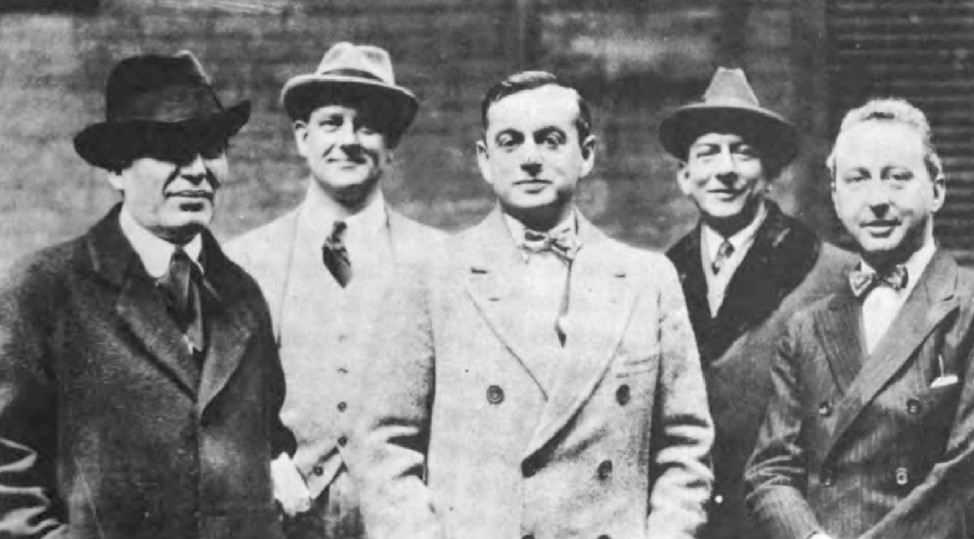
Morris Gest, P. G. Wodehouse, Guy Bolton, F. Ray Comstock e Jerome Kern (1917 circa)

## Versioni cinematografiche
Dalla commedia era stata tratta nel 1925 una versione muta, Sally, interpretata da Colleen Moore. Venne poi realizzata una versione cinematografica del 1929, con sceneggiatura di Waldemar Young, interpretata da Marilyn Miller.

## Ruoli e cast originale
- Leon Errol: Connie, cameriere all'Alley Inn / Duca di Czechogovinia
- Marilyn Miller: Sally of the Alley, una trovatella / Madame Nookerova, una rosa selvaggia / Stella delle Follies
- Irving Fisher: Blair Farquar, un figlio unico
- Jack Barker: Harry Burton
- Wade Boothe: Billy Porter
- Walter Catlett: Otis Hooper, agente teatrale
- Agatha DeBussy: Miss New York, una nipote
- Dolores: Mrs. Ten Broek, una lavoratrice
- Mary Hay: Rosalind Rafferty, manicure / domestica di Madame Nookerova
- Alfred P. James: 'Pops', proprietario dell'Alley Inn, New York
- Jacques Rebiroff: Sascha, violinista all'Alley Inn
- Stanley Ridges: Jimmie Spelvin
- Phil Ryley: Ammiraglio Travers
- Baby Dot: bambina
- Alice Akers

## Numeri musicali
Act I
- The Night Time - Jimmie Spelvin e coro (lirica di Grey)
- Way Down East - Rosalind Rafferty e coro
- On with the Dance - Otis Hooper, Rosalind, Betty e Harry Burton (lirica di Grey)
- This Little Girl - Mrs. Ten Broek, "Pops" e Foundlings
- Joan of Arc ("You Can't Keep a Good Girl Down") - Sally of the Alley e Foundlings (lirica di Grey & Wodehouse)
- Look for the Silver Lining - Sally e Blair Farquar (lirica di De Sylva)
- Sally - Blair e coro (lirica di Grey)

Act II
- The Social Game - Jimmie e coro
- Wild Rose - Sally e Diplomats (lirica di Grey)
- (On the Banks of) The Schnitza Komisski - Duca di Czechogovinio e coro (lirica di Grey)
- Pzcherkatrotsky - Duca di Czechogovinio
- Whip-poor-will - Sally e Blair (lirica di De Sylva)
- The Lorelei - Otis Hooper, Rosalind e Jimmie (lirica di Anne Caldwell)
- The Church Around the Corner - Rosalind e Otis (lirica di Grey & Wodehouse)

Act III
- Land of Butterflies (balletto) (musica di Victor Herbert)
- Finale - Dear Little Church 'Round the Corner